# Hẻm núi sông Poprad
Hẻm núi sông Poprad (tiếng Ba Lan: Przełom Popradu) chạy qua dãy núi Carpathian phía Tây ở phần cực nam của Ba Lan. Nó được hình thành bởi dòng sông Poprad, con sông lớn duy nhất chảy từ phía bắc Slovakia vào Ba Lan, phụ lưu của dòng sông Dunajec ở Stary Sącz, thuộc Voerodeship của Lesser Ba Lan. Hẻm núi nằm trong Công viên Cảnh quan Poprad, khu vực được bảo vệ lớn nhất trong cả nước. Nó đánh dấu đường biên giới trong khu vực giữa Ba Lan và Slovakia.

## Địa lý
Poprad tạo thành một số khúc quanh đầy uốn khúc giữa các thị trấn Piwniczna và Muszyna. Con sông cũng tạo thành những hẻm núi đẹp như tranh vẽ trong chạy thượng và trung lưu của nó, trong đó nổi bật nhất là giữa Piwniczna và Rytro, thường được gọi là Gorge, chia Beskid Sądecki thành hai dãy núi riêng biệt gọi là Pasmo Radziejowej và Pasmo Jaworzyny.
Con sông, cùng với các điểm tham quan khác trong khu vực như suối khoáng, là một nam châm cho du lịch và thể thao dưới nước đủ điều kiện trong khu vực. Các suối khoáng được phát hiện vào thế kỷ 19 đã kích thích sự phát triển của các thị trấn nghỉ mát dọc theo quá trình chảy của Poprad, như Krynica, Żegiestów, Lomnica, cũng như Muszyna và Piwniczna nơi tổ chức các chuyến đi bè trên sông nổi tiếng. Low Beskids xung quanh (một phần của dãy núi Western Carpathian) cũng là một điểm đến thể thao mùa đông nổi tiếng, với tuyến đường sắt xuyên Carpathian nối Nowy Sącz ở Ba Lan, với Košice (Koszyce) ở Slovakia.

## Đường sắt

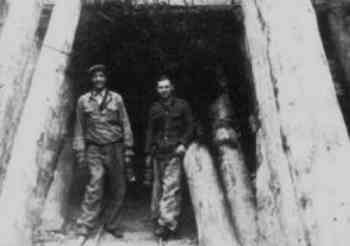
Thợ mỏ Ba Lan Ông Gacek và ông Cechini trong quá trình xây dựng đường hầm định mệnh dọc theo hẻm núi sông Poprad, 1874

Trong thời Đế quốc Áo-Hung khi khu vực này là một phần của Phân vùng Áo của Ba Lan, có một tuyến đường sắt được xây dựng bởi chính quyền dọc theo thung lũng của Poprad, giữa năm 1874 và 1876. Đây là một công việc quan trọng, bởi vì việc lắp đặt đường ray bị giới hạn nghiêm trọng bởi một bên là sông và bên kia là sườn núi dốc. Công ty kỹ thuật Koller und Gregorsen từ Vienna đã thắng thầu xây dựng toàn bộ dây chuyền chạy qua các địa điểm như Tarnów - Leluchów - Orlov bao gồm cả đường hầm Żegiestów - Andrzejówka. Đường hầm, dài khoảng 511 mét (559 thước Anh), đã sụp đổ, gây ra một thảm họa lớn cho con người. Hơn 120 công nhân đường sắt Ba Lan từ các khu định cư gần đó đã thiệt mạng trong đống đổ nát. Các nỗ lực cứu hộ đã chứng minh là không thể và nơi này không bị xáo trộn như một ngôi mộ tập thể. Hậu quả của vụ tai nạn là ý tưởng chạy một tuyến đường đôi đã bị bỏ rơi. Một đường hầm hẹp hơn nhiều đã được đào xung quanh vị trí của công ty khai thác mỏ, cho phép một đường ray duy nhất được tiếp tục dọc theo toàn bộ tuyến đường sắt.
Trong thời kỳ chiến tranh giữa Ba Lan có chủ quyền, tuyến đường sắt dọc theo Poprad đã được tân trang và cải thiện để cung cấp kết nối với các thị trấn nghỉ dưỡng đang mở rộng nhanh chóng ở Beskids, bao gồm Muszyna và, hầu hết, Krynica-Zdrój, thị trấn spa lớn nhất ở Ba Lan được gọi là Viên ngọc Spa Ba Lan.